# 경마여객
강서교통은 부산광역시 강서구에 있는 마을버스 운송업체이다. 

## 차고지
- 부산광역시 강서구 대저1동 2332-5 (본사)

## 운행 노선
- 강서1번 (가덕 외양포 ~ 천성 ~ 부산신항 ~ 용원) - 2018. 5 말
- 강서7번 (둔치도 ~ 조만포 ~ 생곡 매립지 ~ 명지새동네 ~ 하단역)
- 강서12번 (과학산업단지내 매일정기 ~ 세산삼거리 ~ 명지새동네 ~ 하단역)